# Râul Opat
Râul Opat sau Râul Opatu este un râu în județul Sibiu, afluent al râului Olt, pe partea stângă.

## Hărți
- Harta Munții Făgăraș  Arhivat în 8 septembrie 2013, la Wayback Machine.